# 蘇結
蘇結（1023年—1100年），字實甫，福建泉州人，北宋官員，谥忠顺，贈議政大夫。

## 生平
宋仁宗皇祐元年（1049年）進士，任朝靖郎，遷懷州武陟縣令，後拜殿中丞、國子監博士，知蘇州。
宋神宗熙寧初年，授監察御史。
後因兄長蘇緘在對抗交趾的宋越熙寧戰爭中，全家三十六口自殺殉國，僅有其子蘇子元因不在城內，逃過一劫。蘇結感傷不已，遂辭官，天子特賜黃金、白銀表彰之，後居住於安溪。

## 家族
曾祖係唐末五代之苏益，隨著威武軍節度使王信臣入閩，從此一家居閩。
兄長蘇緘，邕州知州。
其後裔蘇卓周因避禍，改姓周姓，成為武功周氏的始祖。